# Gyula Kormos
Gyula Kormos (znan i kao Konorót) (Budimpešta, 27. prosinca 1911. – Budimpešta, Mađarska, 18. listopada 1980.), je bivši mađarski hokejaš na travi. 
Na hokejaškom turniru na Olimpijskim igrama 1936. u Berlinu je igrao za Mađarsku. Mađarska je ispala u 1. krugu, s jednom pobjedom i dva poraza je bila predzadnja, treća u skupini "A". Odigrao je dva susreta na mjestu veznog igrača.
Te 1936. je igrao za klub Amateur Hockey Club.

## Vanjske poveznice
- Profil na Sports Reference.com  Arhivirana inačica izvorne stranice od 19. svibnja 2011. (Wayback Machine)